# 塩塚秀一郎
塩塚 秀一郎（しおつか しゅういちろう、1970年 - ）は、日本のフランス文学者、東京大学教授。

## 略歴
福岡県生まれ。東京大学教養学部フランス科卒業。同大学院人文科学研究科仏文科修士課程修了。パリ第3大学文学博士。北海道大学文学部助教授、早稲田大学理工学術院教授、京都大学人間・環境学研究科教授をへて、2018年東京大学人文社会系研究科仏文科准教授。2015年レーモン・クノー『リモンの子供たち』で小西財団日仏翻訳文学賞受賞。専攻、フランス近現代文学。
特にジョルジュ・ペレックを専門とし、ペレックがeを使わずに書いた『煙滅』を、「い」段の音抜きで翻訳したことで知られる。

## 著書
- Les recherches de Raymond Queneau sur les "fous litteraires" : l’encyclopedie des sciences inexactes /Euredit, c2003. NCID BA64537357, OCLC 645912980.
- 『ジョルジュ・ペレック - 制約と実存』中央公論新社〈中公選書〉2017年 ISBN 978-4121100283
- 『レーモン・クノー 〈与太郎〉的叡智』白水社 2022年5月 ISBN 978-4560098981
- 『逸脱のフランス文学史 ウリポのプリズムから世界を見る』書肆侃侃房 2024年2月 ISBN 978-4863856134

共編著
- 『芸術におけるリライト』白百合女子大学言語・文学研究センター編、弘学社〈アウリオン叢書〉、2016年6月。ISBN 978-4866380018

### 翻訳
- ジョルジュ・ペレック『さまざまな空間』水声社 2003年9月、増補版 2024年2月 ISBN 4801007791
- ジョルジュ・ペレック『美術愛好家の陳列室』水声社 2006年12月 ISBN 4891765569
- レーモン・クノー『あなたまかせのお話』国書刊行会 2008年10月 ISBN 978-4336048424
- ジョルジュ・ペレック『煙滅』水声社 2010年1月 ISBN 978-4891767501
- レーモン・クノー・コレクション 3 リモンの子供たち』水声社 2013年1月 ISBN 978-4891768638
- ジョルジュ・ペレック『傭兵隊長』水声社〈フィクションの楽しみ〉 2016年6月 ISBN 978-4801001893
- ジョルジュ・ペレック『パリの片隅を実況中継する試み ありふれた物事をめぐる人類学』水声社〈フィクションの楽しみ〉 2018年10月 ISBN 978-4801003637
- リュト・ジルベルマン『パリ十区サン＝モール通り二〇九番地 ある集合住宅の自伝』作品社 2024年8月 ISBN 978-4867930434
- マルセル・ベナブー『私はなぜ自分の本を一冊も書かなかったのか』水声社〈批評の小径〉 2024年11月 ISBN 978-4-8010-0783-3

共訳
- レーモン・クノー『100000000000000の詩篇』久保昭博共訳 水声社 2013年7月 ISBN 978-4891769673
- A.グリーンほか著『短篇コレクションⅡ（池澤夏樹＝個人編集 世界文学全集3-06）』岩本和久ほか訳 河出書房新社 2010年11月 ISBN 978-4309709703

## 論文
- <塩塚秀一郎